# Klížska Nemá
Klížska Nemá, ungarisch Kolozsnéma ist eine Gemeinde im Südwesten der Slowakei mit 426 Einwohnern (Stand 31. Dezember 2024). Sie liegt im Okres Komárno, einem Teil des Nitriansky kraj.

## Geographie

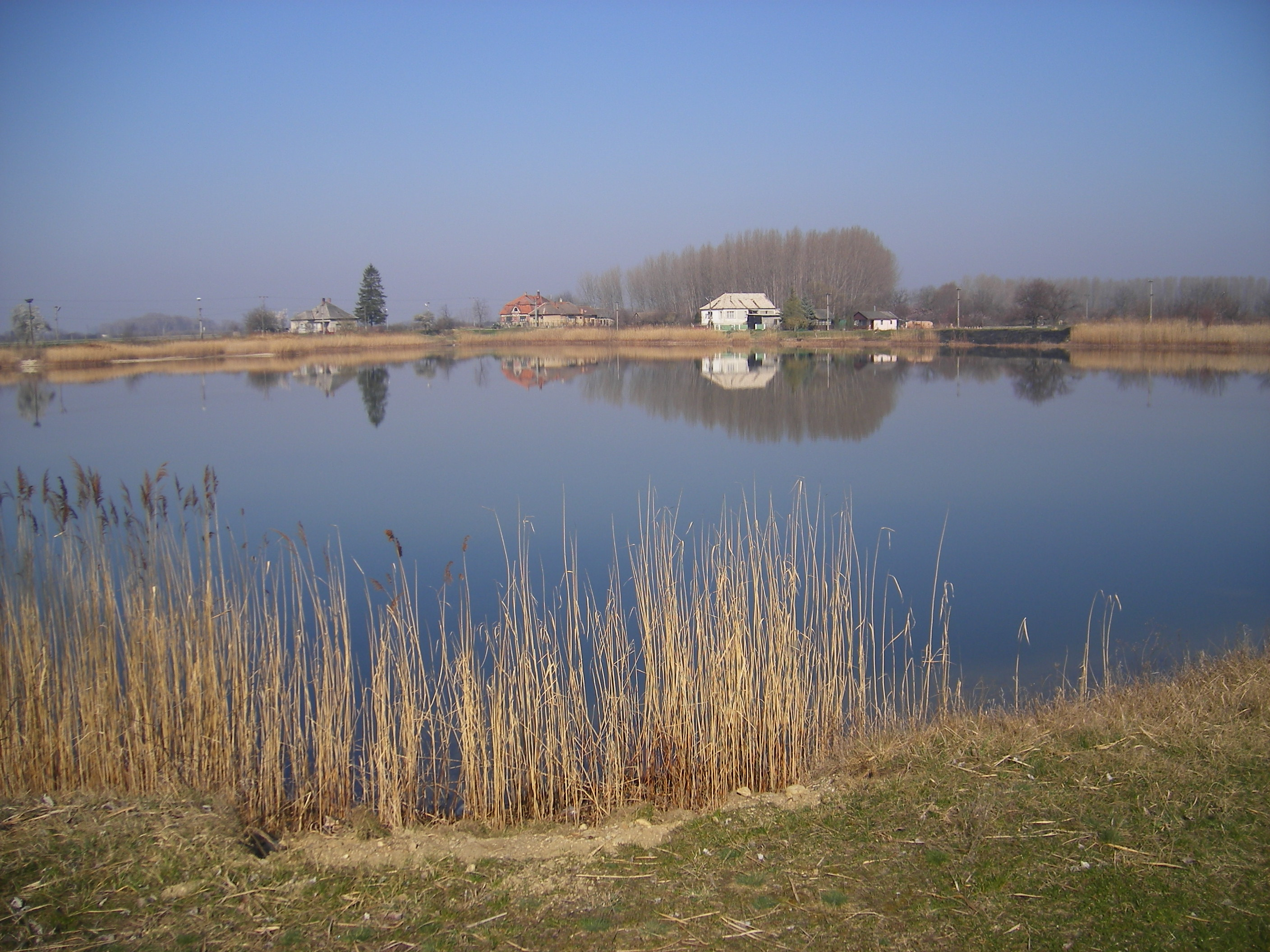
Umgebung von Klížska Nemá

Die Gemeinde befindet sich im slowakischen Donautiefland, genauer noch im südöstlichen Teil der Großen Schüttinsel. Hinter einem Schutzdamm fließt die Donau, die hier zugleich die Staatsgrenze Slowakei-Ungarn bildet. Das Ortszentrum liegt auf einer Höhe von 115 m n.m. und ist 18 Kilometer von Veľký Meder sowie 30 Kilometer von Komárno entfernt.
Nachbargemeinden sind Trávnik im Westen und Norden, Veľké Kosihy im Nordosten und Osten, Nagyszentjános im Südosten und Gönyű im Süden.

## Geschichte

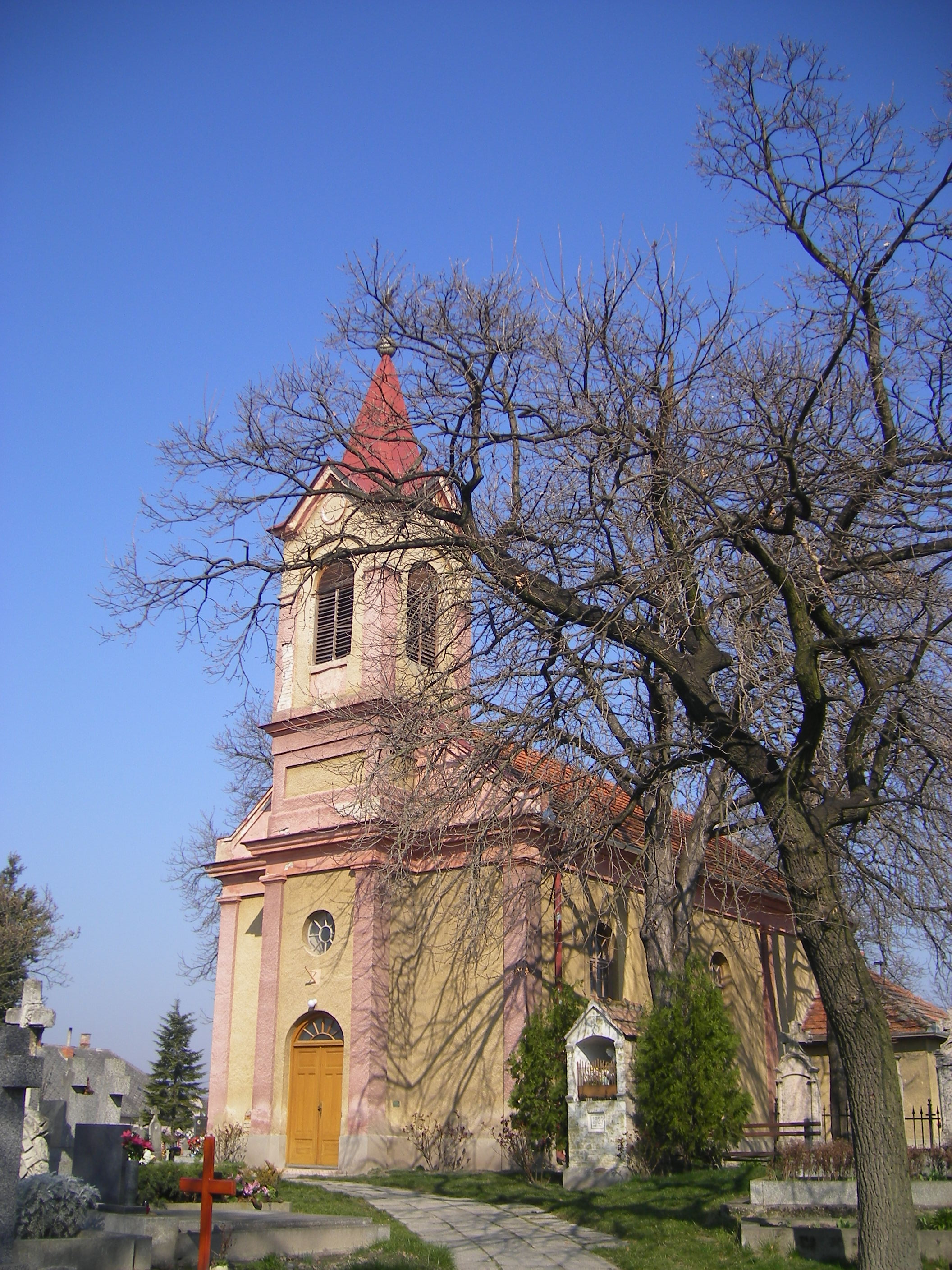
Römisch-katholische Kirche

Klížska Nemá wurde zum ersten Mal 1226 (nach anderen Quellen erst 1268) als Nema schriftlich erwähnt, damals als Besitz der Burg Komorn. Weitere historische Bezeichnungen sind unter anderen Vrnepeniewma (1396), Kolosnema (1460) und Kollos-Néma (1773). Im Mittelalter war ein Teil des Dorfes Besitz der Abtei von Pannonhalma, dazu hatten bis zum 19. Jahrhundert Familien wie Kolosnémai, Tártsai, Vas, Dézy und Lossonczy Besitzanteile. Die Gemeinde wurde in der Zeit der Türkenkriege verwüstet. 1715 hatte die Ortschaft zwei Mühlen und 40 Haushalte. Fischerei und Korbmacherei waren verbreitete Beschäftigungen.
Bis 1918/1919 gehörte der im Komitat Komorn liegende Ort zum Königreich Ungarn und kam danach zur Tschechoslowakei beziehungsweise heute Slowakei. Infolge des Ersten Wiener Schiedsspruchs war er zwischen 1938 und 1945 noch einmal Teil von Ungarn.

## Bevölkerung
| Jahr                | 1994 | 2004    | 2014    | 2024     |
| ------------------- | ---- | ------- | ------- | -------- |
| Anzahl der Personen | 591  | 546     | 496     | 426      |
| Unterschied         |      | −7,61 % | −9,15 % | −14,11 % |

| Jahr                | 2023 | 2024    |
| ------------------- | ---- | ------- |
| Anzahl der Personen | 429  | 426     |
| Unterschied         |      | −0,69 % |

Gemäß der Volkszählung 2011 wohnten in Klížska Nemá 520 Einwohner, davon 482 Magyaren, 31 Slowaken, drei Tschechen und ein Deutscher. Ein Einwohner gab eine andere Ethnie an und zwei Einwohner machten keine Angabe zur Ethnie.
288 Einwohner bekannten sich zur römisch-katholischen Kirche, 103 Einwohner zur reformierten Kirche, vier Einwohner zur Evangelischen Kirche A. B., zwei Einwohner zur griechisch-katholischen Kirche und ein Einwohner zu den Brethren. 48 Einwohner waren konfessionslos und bei 74 Einwohnern wurde die Konfession nicht ermittelt.

## Bauwerke

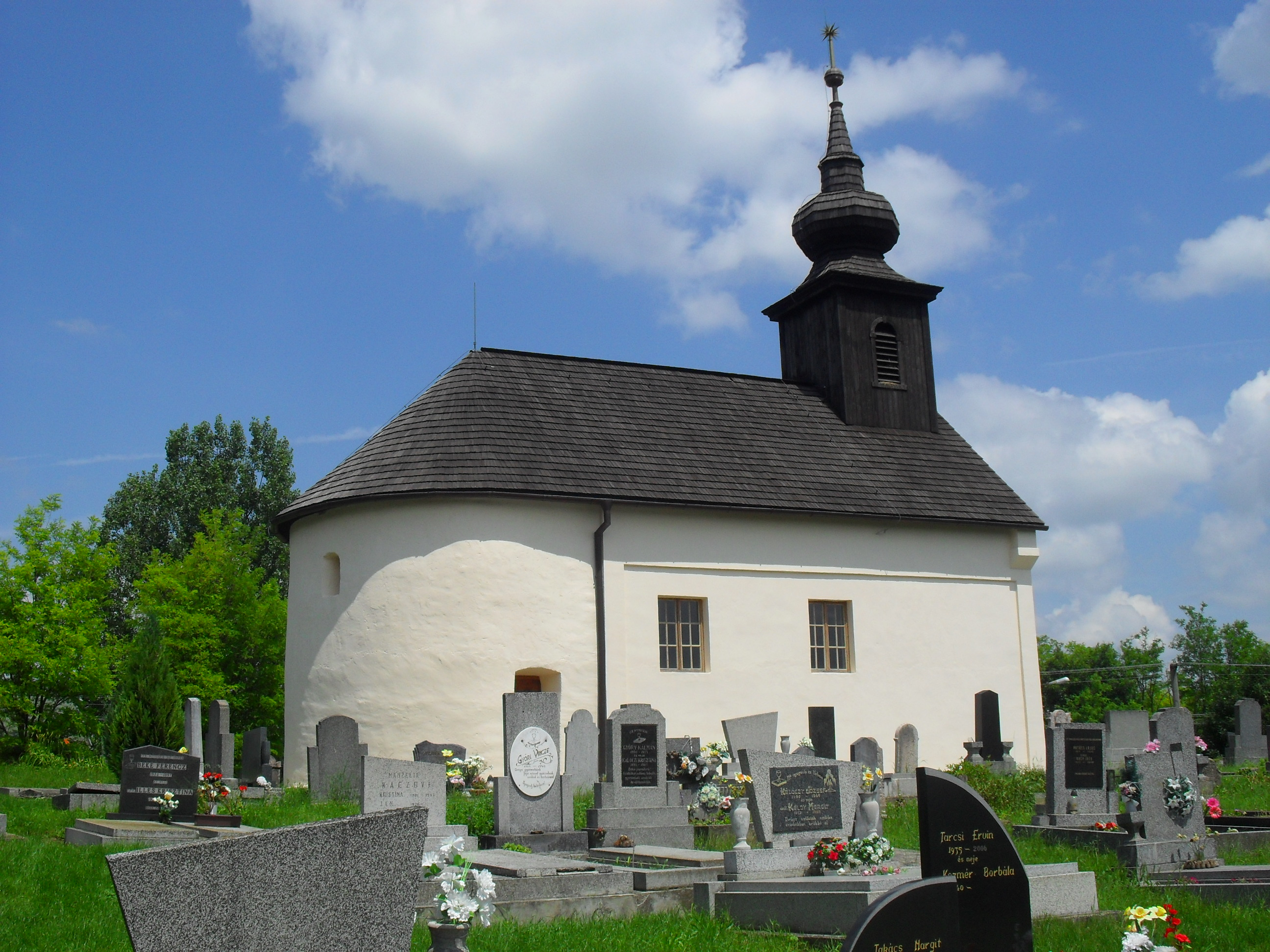
Reformierte Kirche

- Reformierte Kirche aus dem Jahr 1794, die durch einen Umbau einer romanischen Rotunde aus dem 12. Jahrhundert entstand[5]
- Römisch-katholische Schutzengelkirche aus dem Jahr 1884